# Підземелля драконів (фільм)
«Підземелля драконів» (англ. Dungeons & Dragons) — фантастичний фільм режисера Кортні Соломона.
Прем'єра фільму у США відбулася 8 грудня 2000 року, а світова прем'єра 20 грудня 2000 року. У США фільм побачило 2,77 млн осіб. Загальні збори фільму — $33 807 409 (з них у США — $15 220 685).

## Сюжет
У казковій імперії Ізмір все населення ділиться на дві касти: могутні маги-аристократи та безправні простолюдини, що не володіють магічними здібностями, до яких відносяться й такі істоти, як ельфи та гноми. Молода імператриця Савіна щиро бажає добра і процвітання для всіх своїх підданих, не роблячи акцент на расове або магічне походження, через що має недоброзичливців серед консерваторів. Проте головний представник касти магів — архимаг Профіон — має намір змістити її з престолу і самому зайняти місце на троні імперії. Для цього йому необхідно заволодіти Золотим Жезлом імператриці. Жезл цей дає надзвичайну могутність, бо дозволяє управляти золотими драконами, джерелом всієї магії світу. Побоюючись, що Вища Рада Магів, підбурюваний Профіоном, відніме у неї Жезл, Савіна звертається до старого мудрого бібліотекаря і ректора Школи Магії Вілдану, і той відкриває їй велику таємницю: виявляється, існує ще й магічний Червоний Жезл Саврілла — аналогічний артефакт, що дозволяє керувати червоними драконами, безжальними антиподами золотих, які через величезну силу мають нестримну жагу хаосу й руйнувань. Розшукати його допоможе древній сувій, який зберігається в бібліотеці Школи. Однак ця таємниця стає відомою й Профіону. Він відправляє свого вірного слугу і капітана своєї особистої гвардії Дамодара у що б то не стало знайти сувій і Жезл Саврілла, а також позбутися від ректора і його порад імператриці.
Два молодих злодія — нерозлучні друзі Рідлі Фріборн та Снейлз — вирішили пограбувати Школу Магії, але ненавмисно потрапляють у гущу подій. Разом з юною чарівницею Мариною, ученицею Вілдана, в руках якої виявляється той самий сувій, вони вирушають на пошуки Жезла. До команди приєднуються також інші особи — воїн-гном Елвуд і особистий агент імператриці, розвідниця-ельфа Норду. Щоб поквапити свого слугу, потерпілого невдачу, Профіон накладає на Дамодара прокляття, через якого у нього в голові копошаться змії.
Друзі дізнаються, що в страшному Антіуському лабіринті, розташованому в лігві голови гільдії злодіїв Сайлуса, зберігається «Око Дракона» — величезний рубін, який є ключем від скарбниці. Рідлі, подолавши всі пастки і небезпеки лабіринту, знаходить рубін, дізнається про підступність голови злодійської гільдії, але в цей момент з'являється Дамодар зі стражниками. Він захоплює в полон Марину і випитує у неї таємницю сувою.
Рідлі і Снейлз пробираються у фортецю магів; Рідлі звільняє Марину, а Снейлз викрадає сувій. Дамодар наздоганяє їх, вбиває Снейлза і важко ранить Рідлі, але Марині вдається врятувати його і з допомогою Норди та Елвуда доставити в чарівний ліс, де король ельфів зцілює його.
В ельфійському лісі Рідлі виявляє лаз в зачароване підземелля, куди може увійти тільки він один. Спустившись туди, він відкриває скарбницю і бачить серед скарбів мумію з Жезлом у руках. Коли він намагається взяти Жезл, мумія раптово оживає. Виявляється, це і є сам Саврілл, творець Жезла, проклятий за спробу підпорядкувати червоних драконів і засуджений залишатися в підземелля до тих пір, поки не з'явиться той, хто гідний користуватися Жезлом. Він попереджає Рідлі, що власника Жезла можна перемогти, лише зруйнувавши його чари, але сила Жезла настільки велика, що може зіпсувати навіть найдостойнішого з людей.
Залишивши скарбницю, Рідлі знову стикається з Дамодаром, який взяв у полон Норду, Марину та Елвуда і вимагає віддати йому Жезл Саврілла в обмін на їх життя. Заради порятунку своїх товаришів, а особливо — своєї коханої Марини, Рідлі змушений підкоритися.
Дамодар доставляє Жезл своєму повелителеві Профіону, який в цей час очолює військові дії проти імператриці, яка направила проти опозиціонерів золотих драконів, від вбивства яких світ буквально починає руйнуватися на очах. Той негайно викликає з допомогою Жезла червоних драконів. У небі над столицею розпочинається грандіозна битва золотих і червоних драконів, наближаючи для Ізміра кінець світу. Кінець їй кладе втручання Рідлі, який у поєдинку вбиває Дамодара, а потім руйнує Жезл Саврілла, ледь не піддавшись його згубної для людства магії. Чари Жезла розсіюються, Профіон переможений і знищений. В імперії нарешті панують справедливість, рівноправність і свобода. Рідлі висвячують в лицарі.

## У головних ролях
| Актор            | Роль                                     |
| ---------------- | ---------------------------------------- |
| Джастін Волін    | Рідлі Фриборн злодій                     |
| Марлон Веянс     | Снейлз кращий друг Рідлі                 |
| Зої Маклеллан    | Марина Претензо помічниця Вилдана        |
| Тора Берч        | Савіна імператриця Ізміра                |
| Крістен Вілсон   | ельфа Норду найкраща «королівська шукач» |
| Річард О'Браєн   | Сайлус голова гільдії злодіїв Антиуса    |
| Том Бейкер       | король ельфів                            |
| Лі Аренберг      | Елвуд гном                               |
| Едвард Джуесбері | Вілдан старий бібліотекар                |
| Роберт Майа      | Азмат імперський радник                  |
| Брюс Пейн        | Дамодар слуга і довірена особа Профіона  |
| Джеремі Айронс   | Профіон могутній і амбітний маг          |

## Додатково
Продовження фільму носить назву «Підземелля драконів 2: Джерело могутності».
Зйомки фільму проходили в Чехії — в містах Прага та Кутна Гора.
Режисер картини Кортні Соломон отримав право на екранізацію однойменної рольової гри, на основі якої знятий цей фільм, ще в 1991 році, коли йому був 21 рік, але майже десять років витратив на пошуки фінансування.